# Sachse
Sachse város az USA Texas államában, Collin és Dallas megyében. Lakosainak száma 27 103 fő (2020. április 1.).

## Népesség
A település népességének változása:
| Lakosok száma | 20 329 | 26 046 | 27 103 |
|               | 2010   | 2019   | 2020   |